# Louis de Harismendy
Pour les articles homonymes, voir Harismendy.
Louis de Harismendy, né vers 1645 à Bidart et mort à Bayonne le 10 juillet 1706, est un marin, capitaine de frégate  et corsaire du roi Louis XIV.

## Biographie
Louis de Harismendy nait à Bidart vers 1645. Il est le fils de Michel de Harismendy et de Jeanne de Blampignon. Il se marie à Bayonne à Marie Lafourcade le 27 septembre 1693. Le registre de mariage indique qu’à cette époque il était « capitaine de frégate du roi ».
En octobre 1675 il apparaît, en commun avec son frère Claude et Miguelcho Lissarrague, comme armateur de la pinasse corsaire le Postillon, enregistrée à Bidart, armée en course sous le commandement de Bétrico Detcheverry.

En 1683, il est également copropriétaire du terre-neuvier la Conception, de Bayonne, armée en guerre. Il en reste capitaine jusqu’en 1687.
C’est au début de 1689 qu'il reçoit le commandement de la frégate la Dissimulée de Bordeaux, armée en course.

### Course

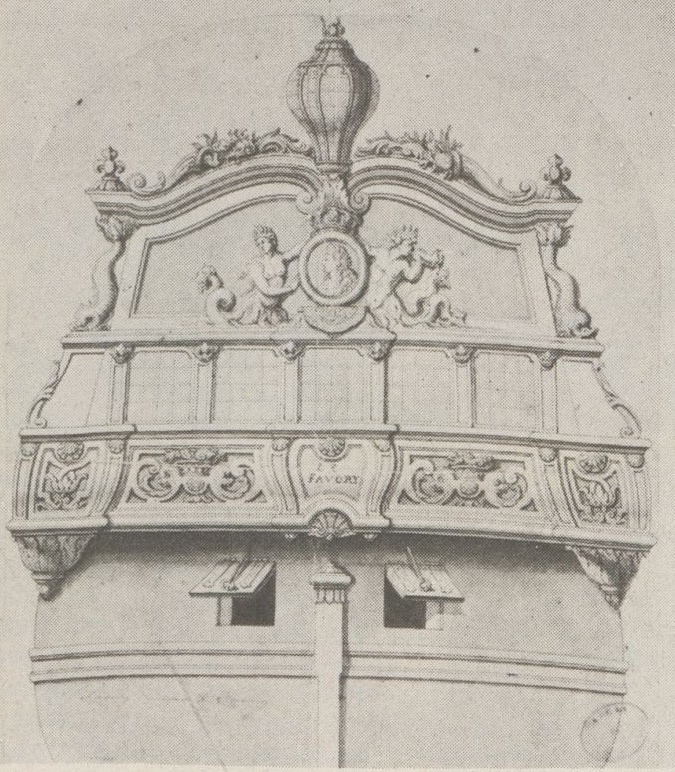
Le Favory, de 36 canons, que commanda Louis de Harismendy pendant plusieurs années.

Harismendy se distingue rapidement par de nombreux faits glorieux. Dès sa prise de commandement de la Dissimulée, il s’empare d’une chaloupe espagnole, puis de la cargaison d’un vaisseau anglais qu’il envoie à Ciboure. Il capture le vaisseau anglais la Catherine, puis en 1690 le Succès et la Victoire.
Il reçoit le commandement du Glorieux de Ciboure par une commission du 24 septembre 1691, pour l’armer en guerre et marchandises. Entre septembre 1691 et mai 1692, il s’empare de neuf navires,.
Devenu commandant de la frégate royale L’Aigle, il capture en commun avec le Favory, commandé par Saubat de Larralde, l'Écluse de Dantzig.
Le 30 juin 1693, une escadre quitte Bayonne. Elle est constituée des frégates et vaisseaux royaux le Favory (Louis de Harismendy), l’Aigle (Joannis de Suhigaraychipy, navire de 400 tonneaux), Le Pélican (Antoine d'Arcy de la Varenne) et le Prudent (400 tonneaux, navire de Saint-Malo, commandé par Jacques Gouin de Beauchêne).

L’escadre a reçu du roi la mission de naviguer vers le Groenland et le Spitzberg, tous navires portant pavillon anglais, hollandais ou hambourgeois devant être brûlés ou coulés « à fond sans quartier ».

Le 28 juillet elle se trouve à proximité du Spitzberg et le 6 août le Favory et l’Aigle engagent le combat dans la baie des Ours (désormais dénommée Sorgfjorden) contre une quarantaine de navires hollandais. Après sept heures de combat, les deux navires quittent les lieux de l’affrontement avec onze embarcations capturées. De son côté Gouin de Beauchêne s’est emparé de deux flûtes hollandaises et de la Varenne également. Au total 28 vaisseaux ennemis ont été arraisonnés ou coulés durant cet engagement.
Le 9 novembre 1693, Harismendy et Suhigaraychipy s’emparent du Notre-Dame des Carmes, de Gênes,. 
En avril 1694, il reçoit l'ordre de commander la frégate nommée le Favory que le Roi fait armer en course à Bayonne. 
En juin 1694, au commandement de la frégate du Roi nommée le Favory, il fait partie de l'escadre du capitaine Saint Clair qui a pour mission d'interrompre le commerce de la pêche à la morue sur le Grand Banc de Terre-Neuve. 
En septembre 1694, l'escadre de Saint Clair attaque les Anglais dans la baie du Forillon sur la côte est de Terre-Neuve. C'est un fiasco pour les français. L’Aigle s'échoue dans la passe. Le capitaine Duvignau, commandant l'Aigle doit faire face à la désertion d'une partie de son équipage qui s'enfuit sous le feu des batteries anglaises. Il accuse le capitaine de Harismendy d'avoir accueilli les déserteurs à bord du Favory qui s'est montré longtemps indécis avant de secourir l’Aigle .
Il meurt à Bayonne le 10 juillet 1706, et apparaît comme « capitaine de flûte du roi » sur le registre des décès.